# Sophie Taeuber-Arpová
Sophie Henriette Gertrud Taeuber-Arpová (19. ledna 1889 Davos – 13. ledna 1943 Curych) byla švýcarská výtvarná umělkyně. Součástí jejího díla jsou malby, sochy, textilní návrhy, návrhy nábytku, interiérů i staveb. Byla rovněž tanečnicí. Je považována za jednu z nejvýznamnějších umělkyň dadaismu, konstruktivismu a geometrické abstrakce 20. století. Byla manželkou francouzsko-německého malíře Hanse Arpa. V letech 1995–2016 byla vyobrazena na švýcarské padesátifrankové bankovce.

## Život
Byla pátým dítětem pruského otce a švýcarské matky. Její rodiče provozovali lékárnu v Davosu, dokud její otec nezemřel na tuberkulózu, když jí byly dva roky. Poté se rodina přestěhovala do německého Trogenu, kde si matka otevřela penzion. Sophie vystudovala textilní design na obchodní škole v St. Gallenu (1906–1910). Poté studovala v dílně Wilhelma von Debschitze na jeho škole v Mnichově a na Škole uměleckých řemesel (Kunstgewerbeschule) v Hamburku. V roce 1914 se kvůli první světové válce vrátila do Švýcarska. V roce 1915 se stala členkou uměleckého sdružení Schweizerischer Werkbund. Ve stejném roce navštěvovala Labanovu taneční školu v Curychu a v létě se připojila k umělecké kolonii Monte Verita v Asconě; v roce 1917 tančila na tamním festivalu Slunce pořádaném Labanem. V letech 1916 až 1929 učila na Zürich Kunstgewerbeschule, kde vedla kurzy výšivky a designu.
V roce 1915 se na výstavě v galerii Tanner potkala s dadaistickým umělcem Jeanem „Hansem“ Arpem, který se v roce 1915 přestěhoval do Curychu, aby ho během první světové války nemohli povolat do německé armády. Spolupracovali pak na mnoha projektech až do Sophiiny smrti v roce 1943. Vzali se v roce 1922. Arp ji ovlivnil i umělecky. Její textilní a grafická díla z let 1916 až 1920 patří mezi nejstarší konstruktivistické práce, spolu s díly Pieta Mondriana a Kazimira Maleviče. Šlo převážně o sofistikované geometrické abstrakce. Díky Arpovi se rovněž zapojila do hnutí Zürich Dada, které se soustředilo v Cabaret Voltaire. Zúčastnila se zde pořádaných představení jako tanečnice, choreografka, loutkářka a návrhářka kostýmů i kulis. Při otevření Galerie Dada v roce 1917 tančila na poezii Hugo Balla v šamanské masce Marcela Janca. Vytvořila také řadu sochařských děl, například soubor abstraktních „Dada hlav“ z polychromovaného dřeva. Svou vtipnou podobností se všudypřítomnými malými stojany, které používali kloboučníci, vystihovaly její elegantní syntézu výtvarného a užitého umění. Britský deník The Guardian ji nazval „radikální umělkyní, která do dadaismu vnesla radost“.
V roce 1926 se Sophie s manželem přestěhovali do Štrasburku, kde oba získali francouzské občanství. Střídavě pak žili ve Štrasburku a Paříži. Tam Sophie získala řadu designových zakázek, vytvořila například spolu s umělcem hnutí De Stijl Theo van Doesburgem radikálně konstruktivistický interiér Café de l'Aubette. V roce 1928 se manželé přestěhovali do Meudon-Val Fleury, kde jim Sophie navrhla nový dům a jeho vybavení. Ve 30. letech byla členkou skupiny Cercle et Carré, kterou založili Michel Seuphor a Joaquín Torres García, a která sdružovala příznivce nefigurativního umění. Její nástupkyní se stala skupina Abstraction-Création (1931–1934).
Ve třicátých letech ji začaly fascinovat puntíky a toto období její tvorby je také označováno jako „puntíkové“. Kruh byl podle ní základní metaforou obsahující v sobě všechny formy. Podle všeho byla první umělkyní, která používala puntíky ve výtvarném umění, po ní se tématu chopil zvláště Malevič. Mezi její přátele v pařížském období patřili zejména Sonia Delaunay, Robert Delaunay, Vasilij Kandinskij, Joan Miró a Marcel Duchamp. V roce 1937 se stala také členkou svazu švýcarských malířů Allianz. V roce 1940 uprchla spolu s manželem z Paříže před německou okupací a přestěhovala se do Grasse ve vichistické Francii, kde vytvořila uměleckou kolonii se Soniou Delaunay, Albertem Magnellim a dalšími umělci. Na konci roku 1942, když začalo "přituhovat" i ve vichistickém režimu, uprchla i s manželem do jejího rodného Švýcarska. Zemřela krátce poté, nešťastnou náhodou, na otravu oxidem uhelnatým unikajícím z vadného plynového sporáku v domě architekta Maxe Billa.